# Fiú labdarúgótorna a 2010. évi nyári ifjúsági olimpiai játékokon
A 2010. évi nyári ifjúsági olimpiai játékokon a fiú labdarúgótornát augusztus 12. és 25. között rendezték a Jalan Besar Stadiumban. A tornán 6 nemzet csapata vett részt. A mérkőzések játékideje 2×40 perc volt.

## Lebonyolítás
A 6 résztvevőt 2 darab 3 csapatos csoportba sorsolták. Körmérkőzések döntötték el a csoportok végeredményét. A csoportból az első két helyezett jutott tovább az elődöntőbe, az elődöntők győztesei játszották a döntőt, a vesztesek a bronzéremért mérkőzhettek.

## Csoportkör
| Színmagyarázat                                               |
| ------------------------------------------------------------ |
| A csoportok első két helyezettje bejutott az elődöntőbe.     |
| A csoportok harmadik helyezettjei az 5. helyért játszhattak. |

### C csoport
| Csapat  | M | Gy | D | V | G+ | G– | Gk  | P |
| ------- | - | -- | - | - | -- | -- | --- | - |
| Bolívia | 2 | 2  | 0 | 0 | 11 | 0  | +11 | 6 |
| Haiti   | 2 | 1  | 0 | 1 | 2  | 10 | −8  | 3 |
| Vanuatu | 2 | 0  | 0 | 2 | 1  | 4  | −3  | 0 |

| 2010. augusztus 13. 18:00 |

| Vanuatu (VAN) | 0–2               | Bolívia                         |
| ------------- | ----------------- | ------------------------------- |
|               | (0–1) Jegyzőkönyv | Añez 19' (11-esből) Banegas 42' |

| Jalan Besar Stadium, Szingapúr Nézőszám: 2 479 Játékvezető: Vad István (magyar) |

| 2010. augusztus 16. 18:00 |

| Bolívia (BOL)                                                                   | 9–0               | Haiti |
| ------------------------------------------------------------------------------- | ----------------- | ----- |
| Arano 23' Mejido 37' 43' 68' 80+1' Vaca 40+2' Gutrhie 42' Manzur 49' Alpire 70' | (3–0) Jegyzőkönyv |       |

| Jalan Besar Stadium, Szingapúr Nézőszám: 1 215 Játékvezető: Norbert Hauata (tahiti) |

| 2010. augusztus 19. 18:00 |

| Haiti (HAI)             | 2–1               | Vanuatu |
| ----------------------- | ----------------- | ------- |
| Gedeon 67' Bonhomme 70' | (0–0) Jegyzőkönyv | Ham 48' |

| Jalan Besar Stadium, Szingapúr Nézőszám: 1 800 Játékvezető: Rainhold Shikongo (namíbiai) |

### D csoport
| Csapat     | M | Gy | D | V | G+ | G– | Gk | P |
| ---------- | - | -- | - | - | -- | -- | -- | - |
| Szingapúr  | 2 | 2  | 0 | 0 | 6  | 3  | +3 | 6 |
| Montenegró | 2 | 1  | 0 | 1 | 6  | 4  | −1 | 3 |
| Zimbabwe   | 2 | 0  | 0 | 2 | 2  | 5  | −3 | 0 |

| 2010. augusztus 13. 20:45 |

| Szingapúr (SIN)           | 3–1               | Zimbabwe               |
| ------------------------- | ----------------- | ---------------------- |
| Mazlan 1' Suhaimi 11' 30' | (3–0) Jegyzőkönyv | Kusemwa 64' (11-esből) |

| Jalan Besar Stadium, Szingapúr Nézőszám: 4 800 Játékvezető: Walter López (guatemalai) |

| 2010. augusztus 16. 20:45 |

| Zimbabwe (ZIM) | 1–2               | Montenegró               |
| -------------- | ----------------- | ------------------------ |
| Chavanigra 81' | (0–1) Jegyzőkönyv | Grbović 28' Boljević 44' |

| Jalan Besar Stadium, Szingapúr Nézőszám: 1 215 Játékvezető: Banjar Al-Dosari (katari) |

| 2010. augusztus 19. 20:45 |

| Montenegró (MNE)          | 2–3               | Szingapúr                        |
| ------------------------- | ----------------- | -------------------------------- |
| Kosović 9' 23' (11-esből) | (2–2) Jegyzőkönyv | Suhaimi 3' Lightfoot 25' Koh 75' |

| Jalan Besar Stadium, Szingapúr Nézőszám: 5 850 Játékvezető: Wilman Roldan (kolumbiai) |

## Helyosztók

### Elődöntők
| 2010. augusztus 22. 18:00 |

| Bolívia (BOL)                   | 3–1               | Montenegró   |
| ------------------------------- | ----------------- | ------------ |
| Sabja 5' Mejido 56' Banegas 60' | (1–1) Jegyzőkönyv | Boljevic 26' |

| Jalan Besar Stadium, Szingapúr Nézőszám: 3 500 Játékvezető: Banjar Al-Dosari (katari) |

| 2010. augusztus 22. 20:45 |

| Szingapúr (SIN) | 0–2               | Haiti                              |
| --------------- | ----------------- | ---------------------------------- |
|                 | (0–1) Jegyzőkönyv | Bonhomme 38' Gedeon 80' (11-esből) |

| Jalan Besar Stadium, Szingapúr Nézőszám: 6 000 Játékvezető: Vad István (magyar) |

### Az 5. helyért
| 2010. augusztus 23. 20:45 |

| Vanuatu (VAN)    | 2–0               | Zimbabwe |
| ---------------- | ----------------- | -------- |
| Kalselik 20' 60' | (1–0) Jegyzőkönyv |          |

| Jalan Besar Stadium, Szingapúr Nézőszám: 1 615 Játékvezető: Walter López (guatemalai) |

### Bronzmérkőzés
| 2010. augusztus 25. 18:00 |

| Montenegró (MNE) | 1–4         | Szingapúr                             |
| ---------------- | ----------- | ------------------------------------- |
| Baosic 14'       | Jegyzőkönyv | Mohd 6' 45' Mazlan 57' (11-esből) 65' |

| Jalan Besar Stadium, Szingapúr Nézőszám: 4 380 Játékvezető: Norbert Hauata (thaiföldi) |

### Döntő
| 2010. augusztus 25. 20:45 |

| Bolívia (BOL)                                  | 5–0         | Haiti |
| ---------------------------------------------- | ----------- | ----- |
| Mejido 5' Alpire 31' Arano 53' Banegas 60' 72' | Jegyzőkönyv |       |

| Jalan Besar Stadium, Szingapúr Nézőszám: 5 230 Játékvezető: Vad István (magyar) |

| A 2010. évi nyári ifjúsági olimpiai játékok fiú labdarúgótornájának olimpiai bajnoka |
| · BOLÍVIA · 1. cím                                                                   |
| ------------------------------------------------------------------------------------ |

## Gólszerzők
| 6 gólos - Rodrigo Mejido (BOL) 4 gólos - Luis Banegas (BOL) 3 gólos - Muhaimin Suhaimi (SIN) - Ammirul Mazlan (SIN) 2 gólos - Jorge Alpire (BOL) - Cristian Arano (BOL) - Jean Bonhomme (HAI) - Daniel Gedeon (HAI) | 2 gólos (folytatás) - Nebojsa Kosović (MNE) - Aleksandar Boljević (MNE) - Hanafi Mohd (SIN) - Andre Kalselik (VAN) 1 gólos - Carlos Añez (BOL) - Josue Gutrhie (BOL) - Yasser Manzur (BOL) - Jorge Sabja (BOL) - Romero Vaca (BOL) | 1 gólos (folytatás) - Jovan Baosic (MNE) - Zarko Grbović (MNE) - Brandon Koh (SIN) - Jeffrey Lightfoot (SIN) - Petch Ham (VAN) - Stanford Chavanigra (ZIM) - Albert Kusemwa (ZIM) |  |

## Végeredmény
| Helyezés | Csapat           | M | Gy | D | V | G+ | G– | Gk  | P  |
| -------- | ---------------- | - | -- | - | - | -- | -- | --- | -- |
| Arany    | Bolívia (BOL)    | 4 | 4  | 0 | 0 | 19 | 1  | +18 | 12 |
| Ezüst    | Haiti (HAI)      | 4 | 2  | 0 | 2 | 4  | 15 | –11 | 6  |
| Bronz    | Szingapúr (SIN)  | 4 | 3  | 0 | 1 | 10 | 6  | +4  | 9  |
| 4.       | Montenegró (MNE) | 4 | 1  | 0 | 3 | 6  | 11 | –5  | 3  |
|          |                  |   |    |   |   |    |    |     |    |
| 5.       | Vanuatu (VAN)    | 3 | 1  | 0 | 2 | 3  | 4  | –1  | 3  |
| 6.       | Zimbabwe (ZIM)   | 3 | 0  | 0 | 3 | 2  | 7  | –5  | 0  |